# Representación del cuerpo humano por parte de los medios
La forma del cuerpo hace referencia a las distintas cualidades físicas del cuerpo humano que conforman su aspecto, incluyendo tanto la talla como el rostro. La forma del cuerpo humano no solo implica la aptitud sexual o reproductiva, sino también la salud y la forma física. En la cultura occidental, por un lado, la delgadez está asociada a la felicidad, al éxito, a la juventud y también a la aceptación social; por otro lado, el sobrepeso se asocia a la pereza, a la falta de fuerza de voluntad, de control y de atractivo. Se espera que las mujeres sean delgadas, mientras que los hombres deben ser tanto delgados como musculosos. Los medios promueven un estándar de conciencia sobre el peso dirigido más a menudo hacia las mujeres que hacia los hombres y, por lo tanto, la desviación de estas normas tiene consecuencias sociales. Además, los medios perpetúan este ideal de distintas maneras, en particular glorificando y centrándose en actores y actrices, modelos y otras figuras públicas que están delgadas, mientras evitan a las personas con sobrepeso, tanto su uso como su imagen. Este ideal de delgadez representa a menos del 5% de la población americana.

## Revistas
Se ha subrayado que, en las últimas décadas, el aumento de los trastornos de la conducta alimentaria ha coincidido con una disminución general del peso de las mujeres que se representan en los medios de comunicación. Un grupo de investigadores examinó las revistas Cosmopolitan, Glamour, Mademoiselle y Vogue entre 1959 y 1999. Como entre los años 80 y 90 las modelos eran cada vez más delgadas, esto hacía que el ideal de delgadez fuese aún más difícil de alcanzar para el resto de mujeres. El número de las fotos de cuerpo entero de los modelos aumentaron perceptiblemente a partir de los años 60 hasta los años 90. Desde 1995 a 1999, las modelos lucieron prendas mucho más reveladoras que entre 1959 y 1963.
Las revistas dirigidas al sector femenino han sido criticadas a causa de sus mensajes conflictivos, en particular los relacionados con la alimentación, la cocina, la crianza de los hijos y el entretenimiento. El 75% de estas revistas contienen por lo menos un anuncio o un artículo sobre cómo alterar el propio aspecto mediante la cirugía plástica, la dieta o el ejercicio físico y el otro 25% incluían consejos para hacer dieta o mensajes sobre la pérdida de peso. Muchas revistas femeninas se centran en cómo llevar una vida mejor si se cuida el aspecto físico. En cambio, las revistas enfocadas al sector masculino proporcionan información sobre aficiones, actividades y entretenimiento para que los hombres mejoren sus vidas.
Gran parte de la investigación relativa al modo en que los medios de comunicación afectan a la imagen corporal examina el cambio en las modelos y en los artículos de revistas a través del tiempo. Garner, Garfinkel, Schwartz y Thompson prestaron especial atención a la diferencia en la forma del cuerpo de las modelos de los pósteres centrales de Playboy durante un período de 20 años. Descubrieron que en los últimos años, las medidas de masa corporal, de busto y de cadera habían disminuido pero la altura había aumentado. También determinaron que las modelos de Playboy estaban de un 13 a un 19% por debajo del peso corporal normal para las mujeres de su edad (Cusumano, Thompson 1997). Otros estudios desvelaron que en los últimos años, revistas como Seventeen, YM y Cosmopolitan habían aumentado su número de artículos relacionados con la dieta y el ejercicio. Anderson y DiDomenico (1992) compararon las revistas populares entre las mujeres y las populares entre los hombres y se descubrió que los artículos sobre dietas y ejercicio aparecían 10 veces más en las revistas para mujeres que en las de los hombres.

## Modelos
En los últimos años también se ha acusado a las modelos y a la industria de la moda por apoyar y promover un aspecto ultradelgado. La mayoría de las top models están sobre un 20 % por debajo del peso normal, lo cual excede el indicador de anorexia nerviosa de 15 % de peso bajo. Muchas modelos han muerto debido a complicaciones de sus cuerpos peligrosamente bajos de peso, como por ejemplo Isabelle Caro.

## Televisión
En 28 de las comedias de situación en horario central analizadas por los investigadores en el año 2002, el 33% de los personajes femeninos protagonistas estaban por debajo del peso normal. Cuanto más aumentaba la delgadez de un personaje femenino, mayor era el número de cumplidos que recibía de los hombres. La investigación ha demostrado que los personajes femeninos por debajo del peso promedio están demasiado representados, mientras que los personajes femeninos por encima del peso promedio no lo están bastante en las comedias de situación, en comparación con las normas de la población de Estados Unidos. Los programas de televisión con más audiencia que atraen a un público principalmente femenino, como Friends o Ally McBeal, están protagonizados por mujeres jóvenes, atractivas y delgadas. Mujeres extremadamente delgadas o demacradas aparecen en programas relacionados con la industria de la moda, como "House of Style".
Los personajes masculinos a menudo hacen comentarios negativos sobre el peso y la forma física de las mujeres con peso medio y el púbico suele reaccionar riéndose. Los personajes masculinos no son inmunes a la representación injusta. El 33% de los personajes masculinos estaba por debajo del peso normal y el 13% estaba por encima de la media. En comparación, aproximadamente el 30% de los hombres de EE. UU. tienen sobrepeso. 
En 2003 se realizó un estudio sobre los diez programas televisivos de ficción con más audiencia de América; el 33% de los personajes televisivos femeninos estaban por debajo del peso normal.
Se realizó un estudio de los diez programas de televisión con más audiencia en cada una de las seis cadenas de televisión principales (ABC, CBS, Fox, UPN, NBC, y WB) con las calificaciones más altas de audiencia del conglomerado de medios Nielsen durante la temporada de los años 1999-2000. De los 1.018 famosos de todos los programas el 14% de mujeres y 24% de los varones tenían sobrepeso u obesidad. Estas cifras representan menos de la mitad del porcentaje de hombres y mujeres con sobrepeso u obesidad en la población general. Las figuras femeninas con sobrepeso tenían menos probabilidades de que se las considerara atractivas, de que mostraran afecto físico o de que quedaran con una pareja. Los varones con sobrepeso eran menos propensos a interactuar con amigos o compañeros sentimentales y aún menos a hablar acerca de las citas. A los personajes masculinos con sobrepeso se los muestra a menudo comiendo. Estas estadísticas son representativas de la estigmatización del sobrepeso presente en muchos programas de televisión de Estados Unidos. El reducido número de famosas con sobrepeso en televisión que existe está representado constantemente en relación con las mujeres más delgadas, que son altamente sexualizadas. Estos personajes se usan como accesorios, contra los que las mujeres más delgadas son comparadas, juzgadas y valoradas.
En 2007, los analistas tomaron como ejemplo 135 escenas que mostraban a las personas con sobrepeso de los programas de televisión y películas de cine y codificadas para el humor anti-obesidad. La mayoría de las comedias anti-obesidad que se encontraron eran verbales y dirigidas a la persona en su presencia, sin tener en cuenta sus sentimientos. Los comentarios autocríticos sobre el sobrepeso eran mucho menos comunes que aquellos sobre otra persona o dirigidos a ella. Los personajes masculinos eran tres veces más propensos a participar en comentarios acerca de sobrepeso que los personajes femeninos. Los programas mediáticos que emiten contenidos sobre la estigmatización del sobrepeso son, a menudo, populares y tienen altos índices de audiencia, lo que sugiere que al público en general le resulta aceptable pasar por alto estos comentarios en el contexto de la historia.
Según Renee Hobbs, EdD, profesora asociada de comunicaciones de la Universidad de Temple, la mayoría de las adolescentes recibe alrededor de 180 minutos de exposición a los medios de comunicación todos los días y solo unos 10 minutos de interacción con los padres al día. A menudo, las niñas toman medidas drásticas para tratar de llegar a ser como las imágenes que ven en los medios de comunicación. Muchas terminan con la autoestima muy baja y con trastornos alimentarios peligrosos. Elissa Gittes, MD (Doctora en Medicina), pediatra de la división de medicina adolescente del Hospital infantil de Pittsburgh, dice "Estamos viendo niñas muy jóvenes que empiezan a estar insatisfechas con sus cuerpos, que tratan de cambiarlos de una manera proactiva, y sienten que tienen que emular algo diferente a lo que sus cuerpos pueden hacer".

## Videojuegos
En 2009 un análisis del contenido de los 151
```
videojuegos más vendidos desveló que los juegos destinados a los niños mostraban a los personajes femeninos bastante más delgados que en los dirigidos a adultos. Las mujeres en los videojuegos tienen la cabeza significativamente más grande, pero tienen una menor talla de pecho, cintura y caderas que la media de las mujeres americanas.
[
12
]
```

## Medios de comunicación no ficticios
En 2001 el periódico británico "The Independent" escribió sobre la silueta de las estrellas de televisión estadounidenses como Calista Flockhart y Sarah Jessica Parker, y la comparó con la de las mujeres del grupo de pop “Destiny’s Child” diciendo: "La silueta de piruleta, tan favorecida por las estrellas femeninas de las comedias americanas, significa cabezas desproporcionadamente grandes y que se tambalean encima de cuerpos delgados como palos no significa que sea rica o inteligente. Significa 'que me lleven a una clínica'". The New Athleticism, sin embargo, envía un conjunto bastante diferente de mensajes: fuerza, confianza, mujer independiente".
El cirujano general estadounidense Richard Carmona habla de la obesidad como el "terror interior" y "a menos que hagamos algo al respecto, la magnitud del dilema superará con creces el 11-S o cualquier otro atentado terrorista. Los medios de comunicación han sido criticados por sus reportajes alarmistas y excesivamente dramatizados en el tema del peso y la obesidad. Mediante el uso de palabras clave como "guerra" o "epidemia" en sus reportajes, los medios de comunicación atraen una mayor atención a este asunto. Las noticias de reportajes probablemente refuercen el estigma de los cuerpos grasos, vinculándolos a las enfermedades y comparando la gordura con una conducta de salud en lugar de una característica inalterable.
En septiembre de 2011 el columnista de publicaciones nacionales Michael Kinsley, editor fundador de la revista Slate, hizo comentarios muy críticos sobre el peso de Chris Christie, el gobernador de Nueva Jersey. Kinsley escribió “el gobernador de Nueva Jersey Chris Christie no puede ser presidente: simplemente está demasiado gordo ¿Por qué el peso de Christie debería ser más de lo que podemos tolerar en un presidente?, ¿Por qué debería incluso ser un tema legítimo si gobierna? Una de las razones es que un candidato presidencial debería ser juzgado por el comportamiento y el carácter… Quizás Christie es el que nos puede ayudar a mantener nuestros apetitos nacionales bajo control. Pero ayudaría si primero consiguiera mantener el suyo bajo control".

## Medios dirigidos a la niñez
Un análisis que se llevó a cabo sobre los contenidos de vídeos y libros infantiles descubrió que el 72% de los vídeos y el 7,5% de los libros dan importancia al atractivo físico. En el 60% de los vídeos, el amor de un personaje por otro depende del aspecto físico y del atractivo. Algunos ejemplos son la Cenicienta, donde el príncipe invita a un baile a doncellas para elegir novia y La Bella y la Bestia, donde la Bestia se enamora de Bella basándose meramente en su aspecto físico. En el 72% de los vídeos y el 10% de los libros los personajes con cuerpos delgados tienen características deseables. En el 84% de los vídeos y el 10% de los libros el atractivo físico femenino se asocia con la bondad, la sociabilidad y la felicidad. Mientras que el 60% de los vídeos retrata la delgadez femenina, solo el 32% muestra la musculatura masculina. Nunca se muestra atracción física entre un personaje delgado y un personaje obeso, con la excepción de la Bella y la Bestia. 
En el 64% de los vídeos infantiles y en el 20% de los libros la obesidad se relaciona con rasgos negativos. A menudo los personajes obesos se muestran como malvados, desagradables, crueles y poco atractivos. Úrsula, de La Sirenita es un pulpo obeso y poco atractivo. En el 40% de los vídeos y el 20% de los libros al menos un personaje obeso es despreciado por otros. Los personajes obesos se muestran pensando en comida o se representan en algún escenario relacionado con la comida en el 52% de los vídeos y el 20% de los libros. Los medios de comunicación dirigidos a la niñez están perpetuando el estereotipo de “lo que es bello es bueno” a través de sus representaciones de personajes delgados y obesos.

## Efectos duraderos en los espectadores
Aproximadamente el 92% de las mujeres se sienten presionadas por tener que ajustarse a los estándares de belleza que los medios de comunicación perpetúan. Después de ver imágenes de mujeres con un peso corporal “ideal”, el 95% de las mujeres sobrestiman su tamaño corporal y el 40% el tamaño de su cintura, sus caderas, sus mejillas o sus muslos. Las personas con trastornos de la conducta alimentaria como la anorexia nerviosa o la bulimia nerviosa, muestran un aumento significativo de la sobreestimación del tamaño del cuerpo después de ver este tipo de imágenes. Del mismo modo, los hombres que están expuestos a la publicidad relacionada con el culto al cuerpo tienden a sentirse más insatisfechos corporalmente y, por tanto, son más susceptibles a sufrir depresión. Los hombres que vieron publicidad en la que aparecían hombres excesivamente musculados mostraron sentirse insatisfechos no con su grasa corporal, sino con su propia musculatura después de ver este tipo de publicidad. Este hallazgo concuerda con la evidencia previa que establece que la musculatura es más importante que la grasa corporal en cuanto a la satisfacción del cuerpo de los hombres.
Se ha demostrado que existe dicha correlación entre la imagen mediática y la imagen corporal; en un estudio realizado a niñas euro-americanas y afroamericanas de entre 7 a 12 años, se predijo que una mayor exposición televisiva generaba tanto un ideal de cuerpo adulto más delgado como un nivel más elevado de trastornos alimentarios que el año anterior. Las adolescentes son el grupo demográfico más afectado; "Cada vez son más las niñas de 12 años de edad que hacen dietas porque creen que lo que pesan determina lo que valen", observó Cutler. "Cuando todo lo que ves es un tipo de cuerpo que solo un dos por ciento de la población posee, es difícil recordar qué es lo real y razonable de esperar de ti mismo y de los demás".
En pocas palabras, el ideal de belleza en la cultura estadounidense es estar delgado. "Las grandes poblaciones de niñas 'normales' no muestran tener trastornos alimenticios clínicamente diagnosticables (patologías que la sociedad tacha de extremas y poco saludables) sino más bien una obsesión completamente normativa con la forma y el tamaño del cuerpo", dijo Cutler. "Esta preocupación permanente se acepta como algo totalmente normal e incluso como una parte inevitable en la vida de cualquier chica moderna. Creo que tenemos que cambiar eso".